# اچ‌ام‌اس سی۱۷
اچ‌ام‌اس سی۱۷ (به انگلیسی: HMS C17) یک زیردریایی است که طول آن ۱۴۳ فوت ۲ اینچ (۴۳٫۶۴ متر) می‌باشد. این زیردریایی در سال ۱۹۰۸ ساخته شد.